# Ciencia de polímeros

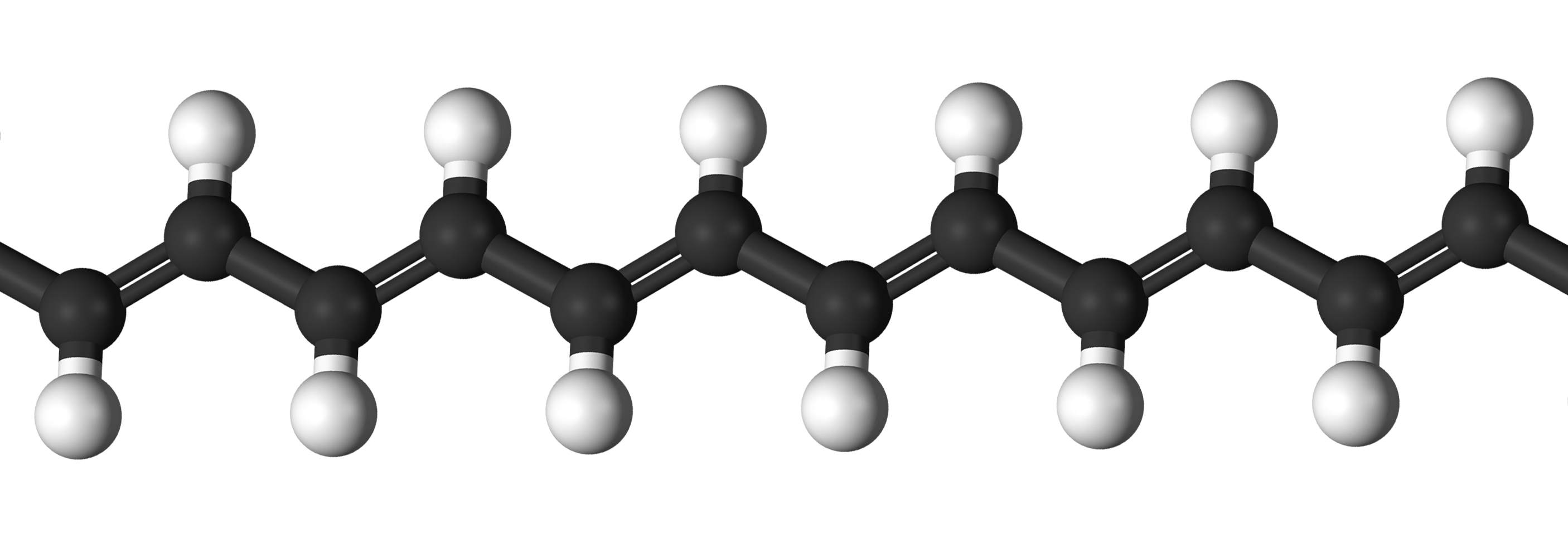
Modelo de una sección de una cadena del polímero de poliacetileno.

La ciencia de polímeros o ciencia macromolecular es un subcampo de la ciencia de materiales que trata con polímeros, principalmente polímeros sintéticos tales como los plásticos. El ámbito de la ciencia de polímeros incluye investigaciones en múltiples disciplinas incluyendo química, física e ingeniería.

## Subdisciplinas
Esta ciencia comprende tres sub-disciplinas principales:
- Química de polímeros o química macromolecular que trata con la síntesis y propiedades químicas de los polímeros.
- Física de polímeros que trata con las propiedades físicas de los materiales poliméricos y sus aplicaciones en ingeniería.
- La caracterización de polímeros que trata con el análisis de la estructura química y morfología y la determinación de las propiedades físicas en relación con parámetros de composición y estructura.

## Historia de la ciencia de polímeros
El primer ejemplo moderno de la ciencia de polímeros es el trabajo de Henri Braconnot en los años 1830. Braconnot, junto con Christian Schönbein y otros, desarrolló derivados del polímero natural celulosa, produciendo materiales nuevos y semi-sintéticos, tales como el celuloide y el acetato de celulosa. El término "polímero" fue acuñado en 1833 por Jöns Jacob Berzelius, aunque Berzelius hizo poco de lo que sería considerado ciencia de polímeros en el sentido moderno. En los años 1840, Friedrich Ludersdorf y Nathaniel Hayward de manera independiente descubrieron que añadir azufre al hule natural (poliisopreno) ayudaba a prevenir que el material se volviera pegajoso. En 1844 Charles Goodyear recibió una patente de los Estados Unidos por la vulcanización del hule natural con azufre y calor. Thomas Hancock había recibido una patente por el mismo proceso en el Reino Unido el año anterior. Este proceso fortaleció al hule natural y previno que se fundiera con el calor sin perder flexibilidad. Esto hizo posible productos prácticos tales como artículos a prueba de agua. También facilitó la fabricación práctica de tales materiales de hule. El hule vulcanizado representa el primer producto comercialmente exitoso de la investigación en polímeros. En 1884, Hilaire de Chardonnet fundó la primera planta de fibras artificiales basada en celulosa regenerada, o de rayón viscosa, como un sustituto para la seda, pero era muy inflamable. En 1907, Leo Baekeland inventó el primer polímero sintético, una resina termoestable de fenol-formaldehído llamada baquelita.
A pesar de avances significativos en la síntesis de polímeros, su naturaleza molecular no fue entendida hasta el trabajo de Hermann Staudinger en 1922. Previo al trabajo de Staudinger, los polímeros eran entendidos en términos de la teoría de asociación o teoría de los agregados, la cual se originó con Thomas Graham en 1861. Graham propuso que la celulosa y otros polímeros eran coloides, agregados de moléculas de pequeña masa molecular conectados por una fuerza intermolecular desconocida. Hermann Staudinger fue el primero en proponer que los polímeros consistían de largas cadenas de átomos unidos mediante enlaces covalentes. Tomó más de una década para que el trabajo de Staudinger ganara aceptación en la comunidad científica, trabajo por el que se le concedió el Premio Nobel de Química en 1953.
La era de la Segunda Guerra Mundial marcó el surgimiento de una fuerte industria de polímeros. El suplemento limitado o restringido de materiales naturales tales como seda y hule requirió el incremento en la producción de sustitutos sintéticos, tales como el nailon y el caucho sintético. En los años siguientes, el desarrollo de polímeros avanzados tales como el kevlar y el teflón ha continuado alimentando una fuerte y creciente industria de polímeros.
El crecimiento en aplicaciones industriales estuvo reflejado en el establecimiento de fuertes programas académicos e institutos de investigación. En 1946, Herman Mark estableció el Instituto de Investigación de Polímeros en el Politécnico de Brooklyn, el primer centro de investigación en Estados Unidos dedicado a la investigación de polímeros. Mark es también reconocido como un pionero en establecer el plan de estudios y la pedagogía para el campo de la ciencia de polímeros. En 1950, la división POLY de la American Chemical Society fue formada, y ha crecido desde entonces hasta la segunda división más grande en esta asociación con cerca de 8000 miembros. Fred W. Billmeyer, un profesor de Química Analítica, dijo una vez que "aunque la escasez de la educación en ciencia de polímeros está disminuyendo lentamente, esta es aún evidente en muchas áreas. Lo más desafortunado es que parece existir, no debido a una falta de conciencia, sino, a una falta de interés" en su libro de texto sobre ciencia de polímeros.

## Premios Nobel relacionados con la ciencia de polímeros
- 2005 (Química) Robert H. Grubbs, Richard R. Schrock, Yves Chauvin por la metátesis olefínica.

- 2002 (Química) John B. Fenn, Kōichi Tanaka, y Kurt Wüthrich por el desarrollo de métodos de identificación y análisis de estructura de macromoléculas biológicas.

- 2000 (Química) Alan G. MacDiarmid, Alan J. Heeger, e Hideki Shirakawa por su trabajo sobre polímeros conductores, contribuyendo a la aparición de la electrónica molecular.

- 1991 (Física) Pierre-Gilles de Gennes por desarrollar una teoría generalizada de las transiciones de fase con aplicaciones particulares para describir el orden y las transiciones de fase en polímeros.

- 1974 (Química) Paul J. Flory por sus contribuciones a la química de polímeros teórica.

- 1963 (Química) Giulio Natta y Karl Ziegler por sus contribuciones en la síntesis de polímeros. (catalizador Ziegler-Natta).

- 1953 (Química) Hermann Staudinger por sus contribuciones al entendimiento de la química macromolecular.